# Heimari-Slakkahæðir
Heimari-Slakkahæðir är ett berg i republiken Island. Det ligger i regionen Norðurland eystra, 250 km nordost om huvudstaden Reykjavík. Toppen på Heimari-Slakkahæðir är 784 meter över havet, eller 184 meter över den omgivande terrängen. Bredden vid basen är 13,6 km.
Trakten runt Heimari-Slakkahæðir är nära nog obefolkad, med mindre än två invånare per kvadratkilometer. Det finns inga samhällen i närheten. Trakten runt Heimari-Slakkahæðir består i huvudsak av gräsmarker.